# Симонов, Николай Константинович
Никола́й Константи́нович Си́монов (21 ноября [4 декабря] 1901, Самара — 20 апреля 1973, Ленинград) — советский актёр театра и кино, театральный режиссёр. Герой Социалистического Труда (1971). Народный артист СССР (1950). Лауреат трёх Сталинских премий (1941, 1947, 1950) и Государственной премии РСФСР им. К. С. Станиславского (1966). Кавалер трёх орденов Ленина (1938, 1967, 1971).

## Биография
Николай Симонов родился 21 ноября (4 декабря) 1901 в Самаре в семье управляющего мукомольной фирмой.
Окончив шесть классов гимназии, в 1918 году поступил на вечернее отделение Самарской художественно-промышленной школы. В 1919—1922 годах учился на факультете живописи Петроградских государственных свободных художественно-учебных мастерских (ПГСХУМ) (ныне Санкт-Петербургский государственный академический институт живописи, скульптуры и архитектуры имени И. Е. Репина) при воссозданной Академии художеств, где учился у О. Э. Браза, А. А. Рылова, К. С. Петрова-Водкина. Однако, несмотря на успехи в академии, предпочёл театр, о котором мечтал со школьных лет.
В 1922 году поступил в Петроградский институт сценических искусств, сразу на второй курс, в мастерскую Л. С. Вивьена, и некоторое время оставался студентом двух учебных заведений, но в 1923 году оставил занятия живописью.

Могила Н. К. Симонова на Литераторских мостках в Санкт-Петербурге.

В 1924 году окончил Институт сценических искусств и был приглашён в труппу Ленинградского государственного театра драмы (позже — им. А. С. Пушкина, ныне Александринский театр). Однако сразу прийти в театр ему не удалось — на один год его призвали в РККА. Прослужив в театре семь лет, сыграл несколько главных ролей, в том числе Павла в «Виринее» Л. Н. Сейфуллиной и Вершинина в «Бронепоезде 14-69» В. В. Иванова.
В 1931 году покинул Ленинград и возглавил Самарский краевой драматический театр (ныне Самарский театр драмы имени М. Горького).
В 1934 году вернулся в Ленинградский театр драмы им. А. С. Пушкина, который больше уже не покидал. На протяжении нескольких десятилетий был одним из ведущих актёров театра, выступал и в качестве режиссёра.
В кинематографе дебютировал в 1924 году, ещё в эпоху немого кино снялся более чем в десяти фильмах, в том числе в главной роли в фильме В. Р. Гардина «Кастусь Калиновский».
Николай Константинович Симонов умер от рака пищевода 20 апреля 1973 года в Ленинграде (ныне Санкт-Петербург). Похоронен на Литераторских мостках Волковского кладбища.

### Семья
- Жена — актриса Анна Григорьевна Белоусова (22 декабря 1908 — 21 марта 1997; похоронена, как и муж, на Литераторских мостках Волкова кладбища)
- Сын — Николай Николаевич Симонов, врач-онколог[3].
- Дочь — Екатерина Николаевна Симонова (род. 1935), выпускница Академии художеств имени Репина.

### Адреса в Петрограде — Ленинграде

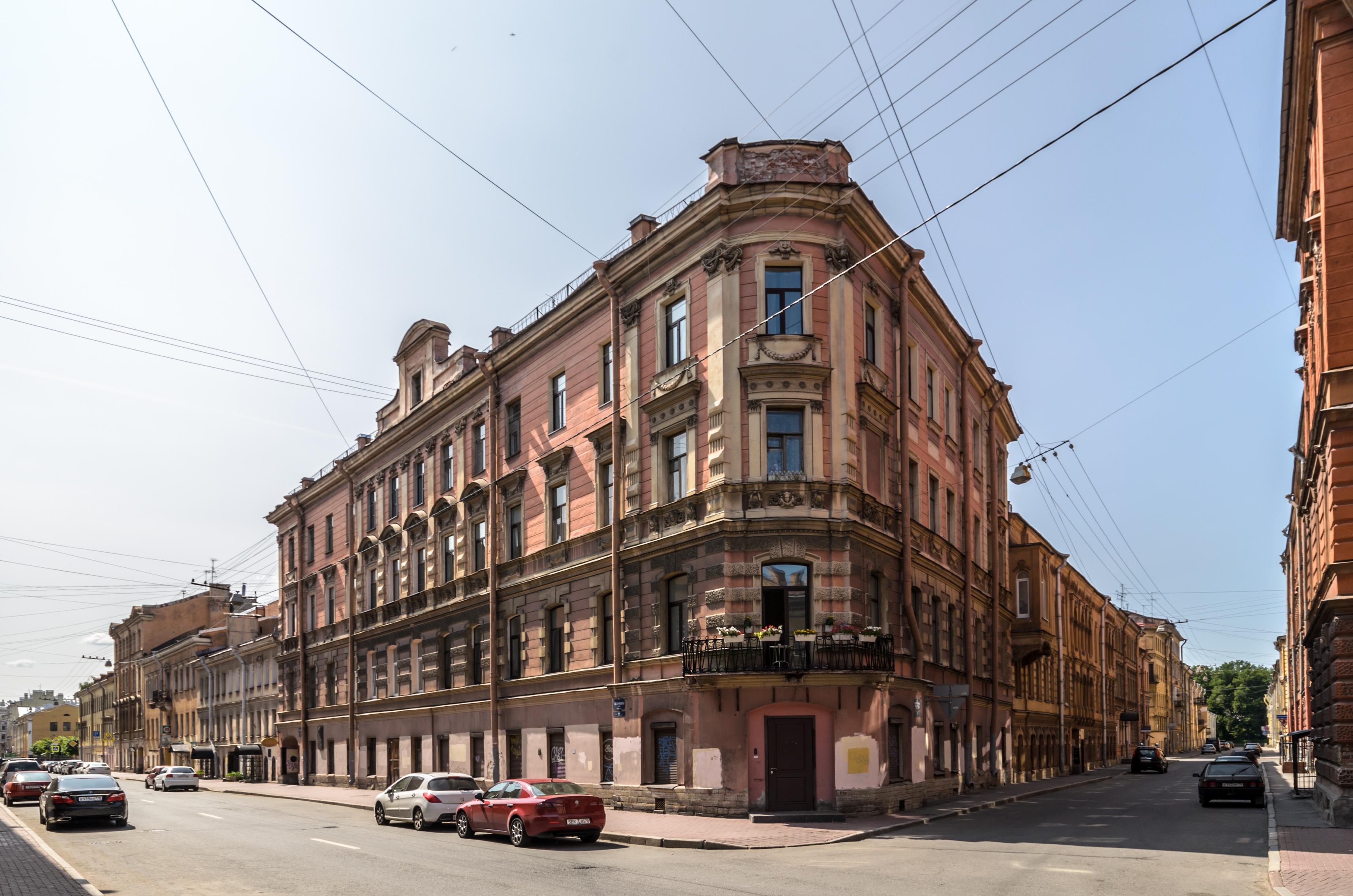
Дом № 11 по Гагаринской улице, в котором проживал Николай Симонов

- 6.1921—6.1923 — общежитие АХ — 3-я линия, 2;
- 1928—1931 — Поварской переулок, 4, кв. 3;
- 1934 — Поварской переулок, 4;
- 1935 — дворовый флигель здания склада декораций балетной труппы Дирекции императорских театров — улица Зодчего Росси, 2, кв. 71;
- 1936—1941 — улица Зодчего Росси, 3, кв. 77;
- 1946—20.4.1973 — доходный дом — Гагаринская улица, 11, кв. 4.

## Творчество

### Актёр
- 1926 — «Виринея» Л. Н. Сейфуллиной — Павел
- 1926 — «Конец Криворыльска» Б. С. Ромашова — Мехоношев
- 1927 — «Кастусь Калиновский» Владимир Гардин — Калиновский
- 1927 — «Бронепоезд 14-69» В. В. Иванова. Постановка Н. В. Петрова — Вершинин[4]
- 1927 — «Штиль» В. Н. Билль-Белоцерковского — Братишка
- 1929 — «Высоты» Ю. Н. Либединского — Айвазов
- 1930 — «Ярость» Е. Г. Яновского — Семён
- 1935 — «Платон Кречет» А. Е. Корнейчука — Берест
- 1937 — «Фландрия» В. Сарду — граф де Ризоор
- 1940 — «Макбет» У. Шекспира — Макбет
- 1941, 1958 — «Дворянское гнездо» по И. С. Тургеневу — Фёдор Иванович Лаврецкий
- 1942 — «Пётр Крымов»К. Я. Финна
- 1946 — «Дядя Ваня» А. П. Чехова — Астров
- 1946 — «Победители» Б. Ф. Чирскова — генерал Кирилл Степанович Муравьёв
- 1950 — «Победители ночи» И. В. Штока — П. Н. Яблочков
- 1950 — «Живой труп» Л. Н. Толстого — Фёдор Васильевич Протасов
- 1955 — «Персональное дело» А. П. Штейна — Хлебников
- 1956 — «На дне» М. Горького — Сатин
- 1957 — «Сонет Петрарки» Н. Ф. Погодина — Суходолов
- 1960 — «Цветы живые» Н. Ф. Погодина — Родин
- 1962 — «Маленькие трагедии» А. С. Пушкина — Сальери
- 1963 — «Перед заходом солнца» Г. Гауптмана — Маттиас Клаузен
- 1965 — «Дикий капитан» Ю. Смуула — капитан Йынь
- 1966 — «Тяжкое обвинение» Л. Р. Шейнина — Логинов
- 1971 — «Легенда о Тиле» по роману Ш. де Костера — Клаас
- «В старой Москве» В. Ф. Пановой — старик Хлебников

### Режиссёр
(совм. с М. И. Вольским)
- 1936 — «Бесприданница» А. Н. Островского
- 1938 — «Очная ставка» братьев Тур и Л. Р. Шейнина
- 1940 — «Зыковы» М. Горького (1940).

### Фильмография
1. 1924 — Красные партизаны — Долгов
2. 1925 — Вздувайте горны — Иванов
3. 1925 — Девятое января — Владимир Борисов
4. 1925 — Тяжёлые годы — Агеев
5. 1926 — Карьера Спирьки Шпандыря
6. 1926 — Катерина Измайлова — Сергей
7. 1927 — Кастусь Калиновский — Кастусь Калиновский
8. 1928 — Капитанская дочка — Григорий Орлов
9. 1928 — Сын рыбака — М. В. Ломоносов
10. 1928 — Хабу — Егор
11. 1929 — Каин и Артём — Артём
12. 1929 — Родной брат — Фёдор Горбачёв
13. 1930 — Поворот — Ступин
14. 1930 — Спящая красавица — рабочий
15. 1932 — Парень с берегов Миссури — Иоганн Тиман
16. 1934 — Чудо — Фёдор
17. 1934 — Чапаев — Жихарев
18. 1935 — Горячие денёчки — Белоконь
19. 1938 — Пётр Первый — Пётр I
20. 1939 — Патриот — комкор Головин
21. 1940 — Возвращение — Сергей Петрович Иванов
22. 1946 — Остров Безымянный — Малеев
23. 1949 — Сталинградская битва — генерал В. И. Чуйков
24. 1951 — Белинский — помещик
25. 1952 — Живой труп (фильм-спектакль) — Фёдор Васильевич Протасов
26. 1954 — Герои Шипки — канцлер Отто фон Бисмарк
27. 1955 — Овод — Монтанелли
28. 1956 — Сердце бьётся вновь… — Иван Владимирович Песков
29. 1960 — Анафема — читает закадровый текст
30. 1961 — Человек-амфибия — доктор Сальватор
31. 1962 — Где-то есть сын — Харлампий
32. 1963 — Очарованный странник (фильм-спектакль) — Иван Северьянович Флягин
33. 1965 — Рабочий посёлок — Александр Васильевич Сотников
34. 1965 — На одной планете — полковник Робинс
35. 1966 — Маленькие трагедии (фильм-спектакль, фильм № 3 «Моцарт и Сальери») — Сальери
36. 1968 — Перед бурей (фильм-спектакль) — Яков
37. 1968 — Рыцарь мечты — отец мальчика / боцман
38. 1968 — Тёмные аллеи (фильм-спектакль)
39. 1971 — Маленькие трагедии (фильм-спектакль) — Сальери
40. 1971 — Последнее дело комиссара Берлаха — комиссар Берлах

#### Участие в фильмах
- 1963 — В ответ на ваше письмо (документальный)
- 1970 — Николай Симонов (документальный)

## Звания и награды
- Герой Социалистического Труда (1971)
- Народный артист РСФСР (1939)
- Народный артист СССР (1950)
- Три ордена Ленина (1938, 1967, 1971)
- Сталинская премия первой степени (1941) — за исполнение главной роли в фильме «Пётр I» (1937, 1938)
- Сталинская премия второй степени (1947) — за исполнение роли генерала Кирилла Степановича Муравьёва в спектакле «Победители» Б. Ф. Чирскова
- Сталинская премия первой степени (1950) — за исполнение роли генерала В. И. Чуйкова в фильме «Сталинградская битва».
- Государственная премия РСФСР имени К. С. Станиславского (1966) — за исполнение ролей Маттиаса Клаузена и Сальери в спектаклях «Перед заходом солнца» Г. Гауптмана и «Маленькие трагедии» А. С. Пушкина
- Медаль «За доблестный труд в Великой Отечественной войне 1941—1945 гг.»
- Медаль «За доблестный труд. В ознаменование 100-летия со дня рождения Владимира Ильича Ленина»
- Медаль «В память 250-летия Ленинграда»

## Память

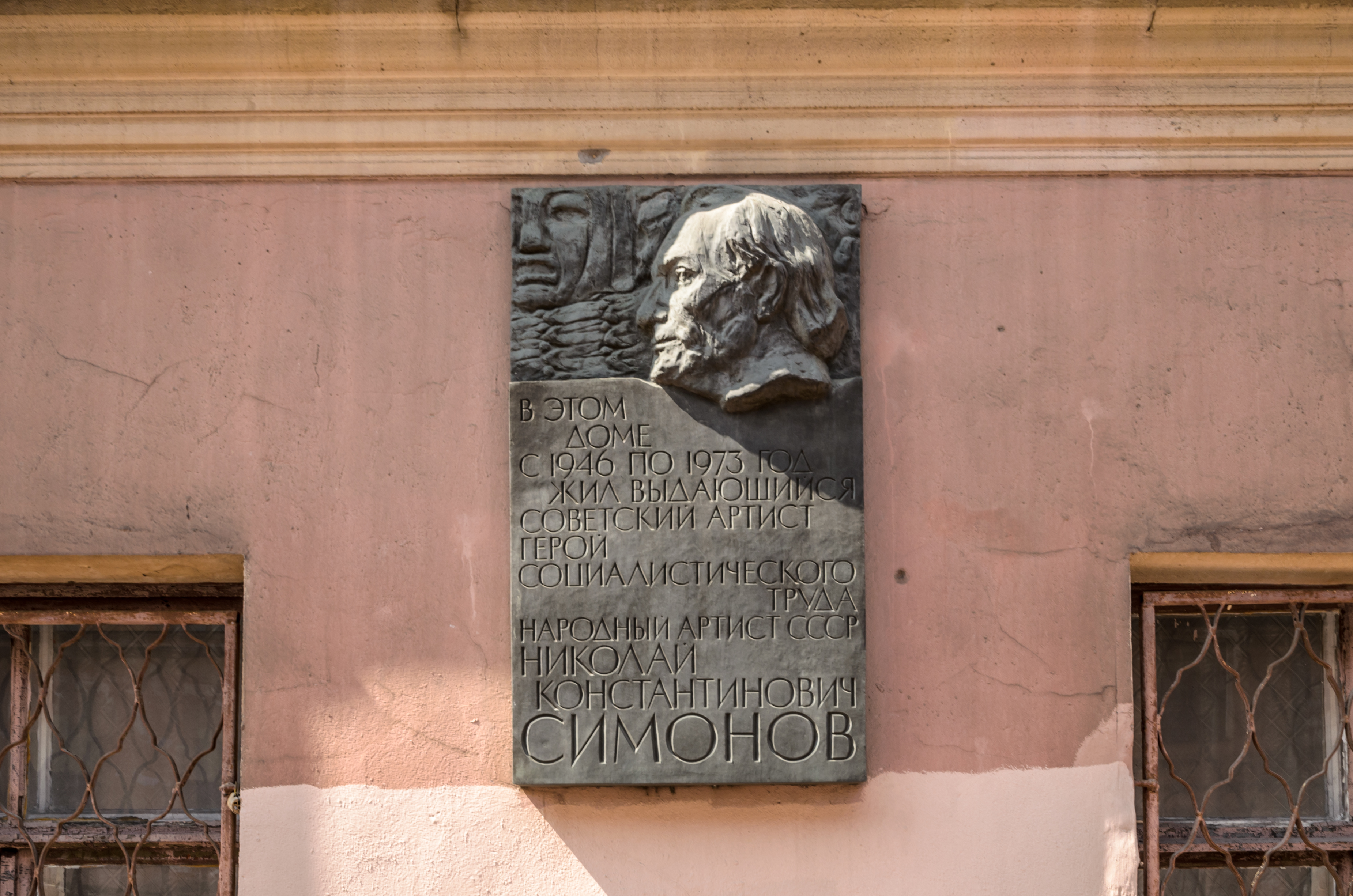
Мемориальная доска в Санкт-Петербурге

Мемориальная доска на здании Самарского драматического театра

- В Ленинграде, на доме, в котором в 1946—1973 годах жил актёр (улица Гагаринская, 11), установлена мемориальная доска.
- Именем Н. Симонова в 1977 году названа улица между проспектом Просвещения и Суздальским проспектом.
- Именем Н. Симонова в 2018 году названа улица в микрорайоне «Кошелев Парк» близ г. Самары.
- В Самаре, на здании Самарского драматического театра, где с 1931 по 1934 годы работал Н. Симонов, установлена мемориальная доска